# Franz Berl
Franz Berl (* 9. Juni 1926 in Laxenburg; † 20. April 1990 ebenda) war österreichischer Politiker (ÖVP) und Landwirt. Er war von 1974 bis 1975 Abgeordneter zum Nationalrat und von 1975 bis 1983 Mitglied des Bundesrates.

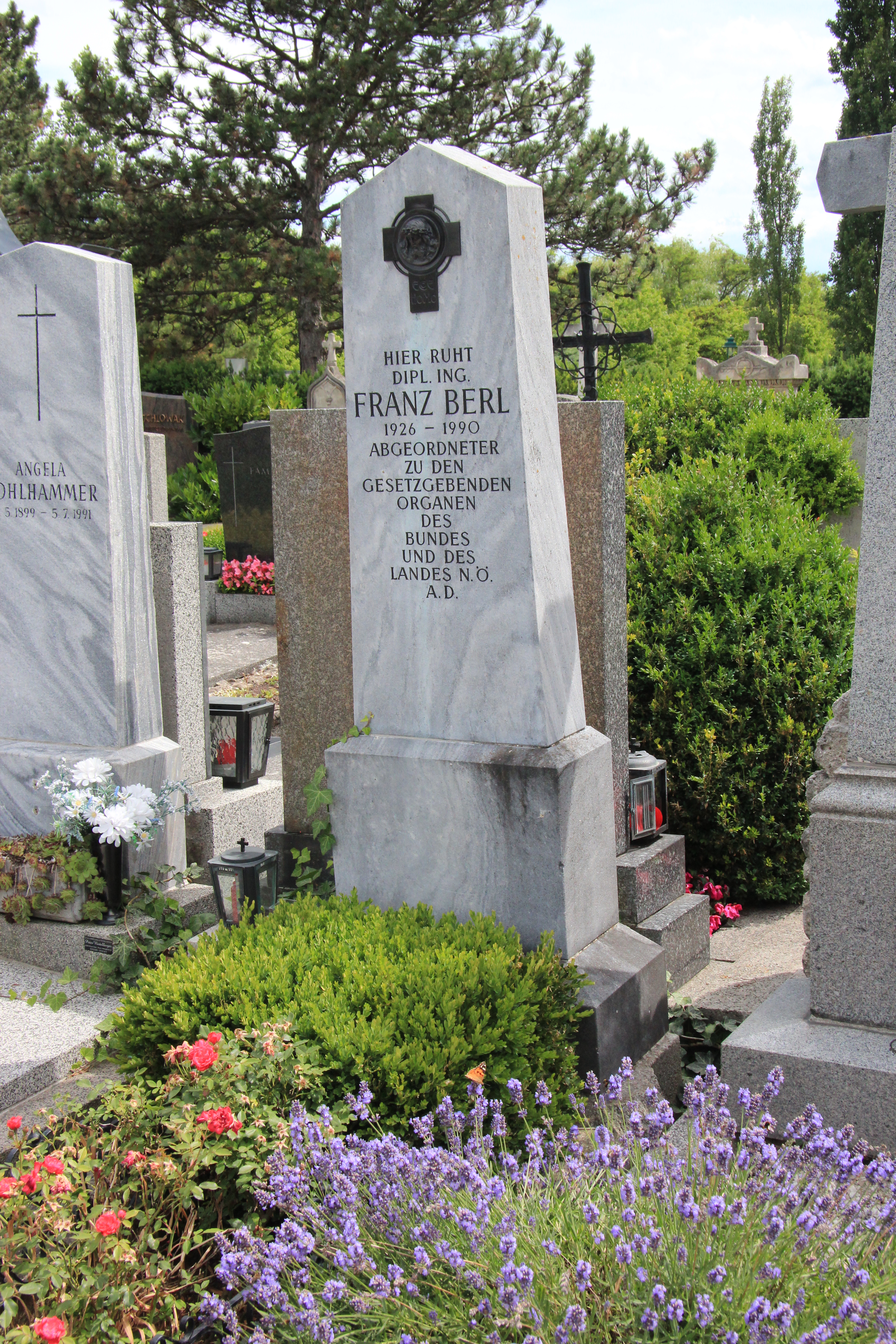
Grabmal am Laxenburger Friedhof

Berl besuchte nach der Volksschule ein Realgymnasium. Er studierte in der Folge an der Hochschule für Bodenkultur in Wien und schloss sein Studium als Agraringenieur mit dem akademischen Grad Dipl.-Ing. ab. Berl war beruflich als Landwirt tätig und übernahm den elterlichen Betrieb.
Politisch engagierte sich Berl ab 1960 als Ortsbauernratsobmann und hatte zwischen 1965 und 1985 die Funktion des Obmann-Stellvertreter der Bezirksbauernkammer Mödling inne. Er war zudem Mitglied des Vorstandes der Raiffeisenkasse Guntramsdorf und vertrat die ÖVP zwischen dem 30. Mai 1973 und dem 11. Juli 1974 im Landtag von Niederösterreich. Des Weiteren war er zwischen dem 9. Juli 1974 und dem 4. November 1975 Abgeordneter zum Nationalrat und wurde danach vom 13. November 1975 bis zum 3. November 1983 Mitglied des Bundesrates. Des Weiteren war Berl zwischen 1965 und 1970 sowie von 1980 bis 1985 Gemeinderat in Laxenburg.

## Auszeichnungen
- 1981: Großes Silbernes Ehrenzeichen für Verdienste um die Republik Österreich[1]